# Frea mirei
Frea mirei là một loài bọ cánh cứng trong họ Cerambycidae.